# Zonenbeirat

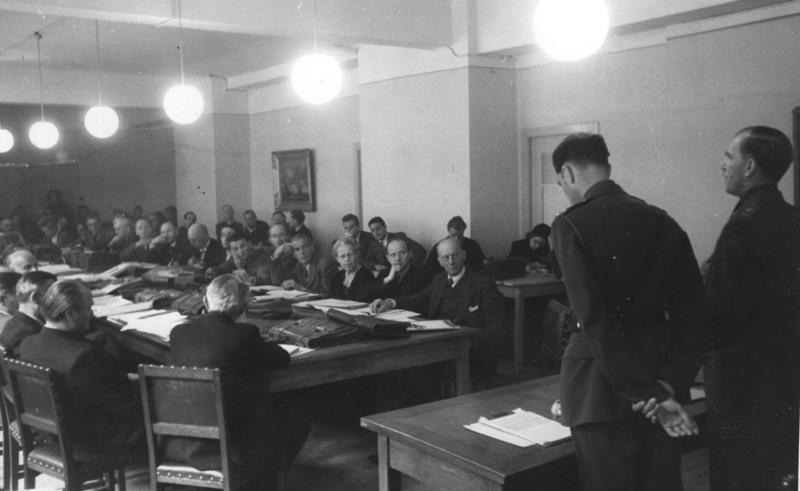
Sitzung des Zonenbeirates am 11. Juni 1947 in Hamburg. Vorn rechts der stellvertretende Militärgouverneur Sir Brian Robertson.

Der Zonenbeirat (engl. Zonal Advisory Council, ZAC) war eine auf Anordnung der britischen Militärregierung gebildete beratende deutsche Körperschaft auf dem Gebiet der britischen Besatzungszone. Er wurde am 15. Februar 1946 gegründet und bestand formell bis zur Konstituierung von Bundestag und Bundesrat im Herbst 1949. Obwohl ohne eigene legislative oder exekutive Kompetenzen ausgestattet, erarbeitete der Zonenbeirat zahlreiche Empfehlungen zu verschiedenen Politikfeldern und war neben dem Länderrat des amerikanischen Besatzungsgebietes und dem 1947 gebildeten Wirtschaftsrat des Vereinigten Wirtschaftsgebietes ein wichtiger Meilenstein beim Wiederaufbau parlamentarischer Strukturen in Deutschland nach dem Zweiten Weltkrieg.

## Überblick
Die Einsetzung des Zonenbeirates erfolgte durch Anweisung Nr. 12 der britischen Kontrollkommission vom 15. Februar 1946. Darin hieß es: 

„Es wird ein Rat, bestehend aus deutschen politischen, Verwaltungs- und Sachgebietsvertretern gebildet – im weiteren der Zonenbeirat genannt –, um die Kontrollkommission in ihren Aufgaben zu unterstützen. Der Zonenbeirat wird eine beratende Körperschaft sein, ohne exekutive Vollmachten. Der Rat wird mindestens einmal im Monat zusammentreten und, wenn die Umstände es erfordern, auch häufiger, und wird seinen Sitz in Hamburg haben.“

Der Zonenbeirat trat erstmals am 6. März 1946 in Hamburg zusammen und bestand anfangs aus Vertretern der ernannten Landes- und Provinzialregierungen, Parteien, Gewerkschaften und Genossenschaften sowie den Leitern der von der Militärregierung für verschiedene Sachgebiete gebildeten Zonenämter. Nach der Neubildung der Länder sowie den ersten Landtagswahlen wurde der Zonenbeirat im Juni 1947 umorganisiert und bestand fortan aus 37 Parteivertretern, die von den Landtagen entsprechend den jeweiligen Wahlergebnissen in  Hamburg, Niedersachsen, Nordrhein-Westfalen und Schleswig-Holstein gewählt wurden.
Bis zur Einsetzung des Parlamentarischen Rates im Sommer 1948 trat der Zonenbeirat zu insgesamt 22 Plenarsitzungen zusammen, darüber hinaus setzte er verschiedene Ausschüsse ein, z. B. für Recht und Verfassung, Wirtschaft, Ernährung, Sozialpolitik, Verkehr, Wohlfahrt (später aufgeteilt in Kriegsgefangenen- und Flüchtlingsausschuss), Kulturpolitik sowie Bau- und Wohnungswesen. Der Vorsitz im Beirat wechselte anfangs vierteljährlich, später wurde die Amtszeit auf sechs Monate ausgeweitet. Vorsitzende waren u. a. der SPD-Vorsitzende Kurt Schumacher und die späteren Bundesminister Robert Lehr (CDU) und Franz Blücher (FDP). Die Arbeit des Rates wurde von einem ständigen Sekretariat unter Leitung von Generalsekretär Gerhard Weisser unterstützt.
Der Beirat und seine Ausschüsse erarbeiteten zahlreiche Stellungnahmen, Gutachten und Empfehlungen u. a. zur Neubildung der Länder, zur Währungs- und Bodenreform, zum Wiederaufbau der zerstörten Städte sowie zur Eingliederung von Heimatvertriebenen und Kriegsheimkehrern. Insbesondere die rechts- und verfassungspolitischen Vorarbeiten des Zonenbeirats gingen später in die Beratungen des Parlamentarischen Rates über das künftige Grundgesetz der Bundesrepublik ein.

## Mitglieder des ersten Zonenbeirats (1946/47)
Vertreter der politischen Parteien
SPD:
- Kurt Schumacher (Stellvertreter: Karl Meitmann)
- Fritz Henßler (Robert Görlinger)

CDU:
- Konrad Adenauer (Wilhelm Naegel)
- Paul Otto (Friedrich Holzapfel)

KPD:
- Max Reimann (Heinz Schramm)
- Erich Hoffmann (Kurt Müller)

FDP:
- Franz Blücher (Gustav Altenhain)
- Wilhelm Heile

NLP/DP:
- Heinrich Hellwege (Wolfgang Bode)

Vertreter der Verwaltungen
- Rudolf Amelunxen (Oberpräsident der Provinz Westfalen)
- Hinrich Wilhelm Kopf (Oberpräsident Provinz Hannover)
- Robert Lehr (Oberpräsident Nordrhein-Provinz)
- Theodor Steltzer (Oberpräsident Provinz Schleswig-Holstein)
- Rudolf Petersen (Bürgermeister von Hamburg)

sowie alternierend ein Vertreter der „kleinen Länder“: Theodor Tantzen/Oldenburg, Hubert Schlebusch/Braunschweig, Wilhelm Kaisen/Bremen bzw. Heinrich Drake/Lippe-Detmold.
Vertreter der Sachgebiete („Zonenämter“)
- Viktor Agartz (Handel und Industrie)
- Ernst Andrée (Flüchtlinge)
- Rudolf Degkwitz (senior) (Gesundheitswesen)
- Adolf Grimme (Erziehung)
- Hubert Groth (Öffentliche Sicherheit)
- Heinrich Lingemann (Rechtswesen)
- Hans Schlange-Schöningen (Ernährung und Landwirtschaft)
- Karl Schneider (Post, Telegrafie, Telefon)
- Felix Schwering (Transportwesen)
- Franz Spliedt (Arbeitseinsatz)

Vertreter der Gewerkschaften
- Hans Böckler
- Albin Karl

Vertreter der Verbrauchergenossenschaften
- Henry Everling
- Peter Schlack

## Mitglieder des zweiten Zonenbeirats (1947/48)
SPD
1. Fritz Henßler (Stellvertreter: Werner Jacobi)
2. Karl Albrecht (Willi Steinhörster)
3. Hans Böhm (Walter Schmidt)
4. Richard Borowski (Heinrich Löffler)
5. Ernst Gnoß (Alfred Dobbert)
6. Robert Görlinger (Willi Eichler)
7. Heinrich Höcker (Emil Groß)
8. Albin Karl (Robert Kugelberg)
9. Lisa Korspeter (Elinor Hubert)
10. Anni Krahnstöver (Elly Linden)
11. Herbert Kriedemann (Franz Hewusch)
12. Karl Meitmann (Erich Klabunde)
13. Walter Menzel (Hubert Biernat)
14. Friederike Nadig (Luise Albertz)

CDU
1. Konrad Adenauer (Stellvertreter: Artur Sträter)
2. Willi Heitkamp (Viktoria Steinbiß)
3. Friedrich Holzapfel (Bruno Six)
4. Robert Lehr (Linus Kather)
5. Franz Luster-Haggeney (Karl Müller)
6. Paul Otto (Wilhelm Naegel)
7. Paul Pagel (Willi Koch)
8. Rudolf Petersen (Gerd Bucerius)
9. Carl Schröter (Friedrich Wilhelm Lübke)
10. Hermann Siemer (Günther Gereke)
11. Heinrich Strunk (Karl Höcker)
12. Helene Weber (Hermann Ehren)

KPD
1. Max Reimann (Stellvertreter: Gustav Gundelach)
2. Ewald Kaiser (Rosel Weiß)
3. Kurt Müller (Erich Jungmann)
4. Hugo Paul (Willi Bürger)

FDP
1. Franz Blücher (Stellvertreter: Gustav Altenhain)
2. Hugo Knoop (Johannes Siemann)
3. Hermann Schäfer (Ernst Wienecke)

Zentrum
1. Ferdinand Haake (Bruno Heimannsberg)
2. Helene Wessel (Helmut Bertram)

DP
1. Heinrich Hellwege (Wilhelm Heile)
2. Margot Kalinke (Horst Leßmann)